# Улкань
Улкань, Улкані (рум. Ulcani) — село у повіті Харгіта в Румунії. Входить до складу комуни Дялу.
Село розташоване на відстані 223 км на північ від Бухареста, 40 км на захід від М'єркуря-Чука, 136 км на схід від Клуж-Напоки, 82 км на північ від Брашова.

## Населення
За даними перепису населення 2002 року у селі проживали 397 осіб, з них 396 осіб (99,7%) угорців. Рідною мовою 394 особи (99,2%) назвали угорську.